# Marennes (Rodano)
Marennes è un comune francese di 1 635 abitanti situato nel dipartimento del Rodano della regione Alvernia-Rodano-Alpi.

## Società

### Evoluzione demografica
Abitanti censiti